# Старое Сташино
Старое Сташино — деревня в Кашинском городском округе Тверской области.

## География
Находится в юго-восточной части Тверской области на расстоянии приблизительно 14 км на север-северо-запад по прямой от города Кашин.

## История
Деревня была показана (тогда Сташина) ещё на карте 1825 года. В 1859 году здесь (деревня Кашинского уезда) было учтено 17 дворов. До 2018 года входила в состав ныне упразднённого Пестриковского сельского поселения.

## Население
Численность населения: 142 человека (1859 год), 2 (русские 100 %) в 2002 году, 1 в 2010.